# 王京生
王京生（1955年8月—），男，江苏沭阳人，中华人民共和国政治人物，曾任中共深圳市委常委、宣传部部长。现任国务院参事。